# Ordre du Mérite de la Fondation nationale
L’ordre du Mérite de la Fondation nationale (en coréen : 건국훈장) est l'un des ordres du mérite de la Corée du Sud. Il est décerné par le président de la Corée du Sud pour « services méritoires exceptionnels dans l'intérêt de fonder ou de jeter les bases de la République de Corée ». L'Ordre a été créé à l'origine sous un nom légèrement différent 건국공로훈장 (建國功勞勳章) par le décret présidentiel no 82, le 27 avril 1949, et est le plus ancien ordre de la république de Corée. Le 16 janvier 1967, des changements majeurs ont été apportés à l'ordre de la Fondation nationale en vertu du décret présidentiel no 2929. Le nom de l'Ordre a été raccourci de 건국공로훈장 (建國功勞勳章) à 건국훈장 (建國勳章), et les trois classes ont reçu de nouveaux noms et conceptions.

## Grades
L'ordre du mérite de la Fondation nationale est décerné en cinq grades.
| Classe | Nom                                             | Ruban |
| ------ | ----------------------------------------------- | ----- |
| 1er    | Médaille de la république de Corée (대한민국장) |       |
| 2e     | Médaille présidentielle (대통령장)              |       |
| 3e     | Médaille de l'Indépendance (독립장)             |       |
| 4e     | Médaille patriotique (애국장)                   |       |
| 5e     | Médaille nationale (애족장)                     |       |

## Récipiendaires
En 2005, environ 8 000 personnes avaient reçu l'Ordre. Beaucoup de ses récipiendaires n'ont reçu l'Ordre qu'à titre posthume, souvent parce qu'ils sont morts avant sa création ; ceux-ci incluent Kim Gu, An Jung-geun et Cho Man-sik.